# آرون أندرسون (كرة سلة)
آرون أندرسون (بالإنجليزية: Aaron Anderson)‏ مواليد 10 يونيو 1991 في توسان، هو لاعب كرة سلة أمريكي. بدأ مسيرته الاحترافية في سنة 2013. يلعب مع سودرتاليا كينغ في الدوري السويدي لكرة السلة. يحمل الرقم 14. يبلغ طوله 6 قدم 7 بوصة (2.0 م). لعب مع نادي ماديرا لكرة السلة في الدوري البرتغالي لكرة السلة.

## روابط خارجية
- آرون أندرسون على موقع كرة السلة الأوروبية.كوم (الإنجليزية)
- آرون أندرسون على موقع كلية كرة السلة في سبورتس رفرنس.كوم (الإنجليزية)
- آرون أندرسون على موقع ريلجم (الإنجليزية)
- آرون أندرسون على موقع بروبوليرز (الإنجليزية)